# Glaziallandschaft Lorze – Sihl mit Höhronenkette und Schwantenau

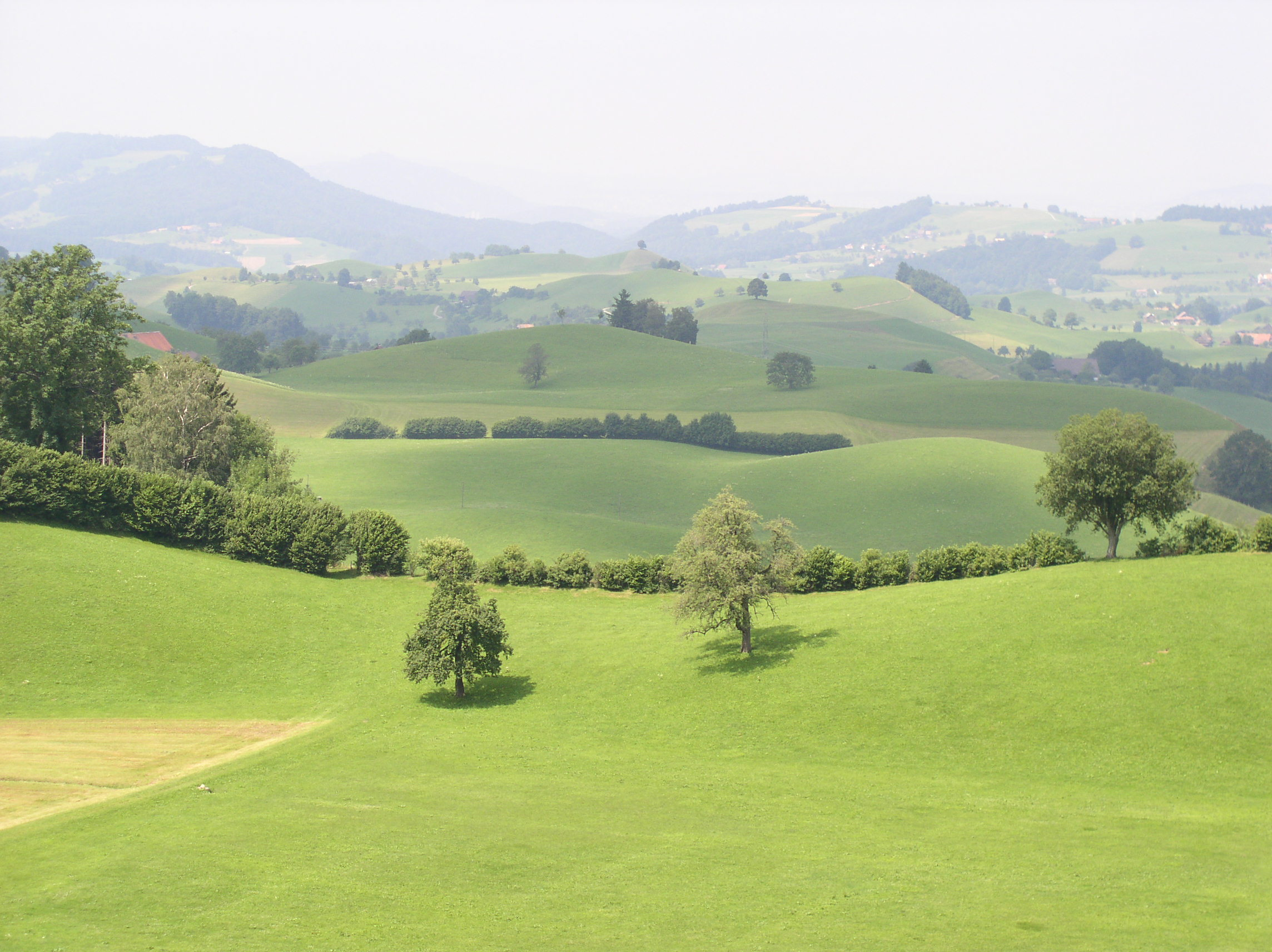
Moränenlandschaft bei Menzingen

Glaziallandschaft Lorze – Sihl mit Höhronenkette und Schwantenau bezeichnet ein Landschaftsschutzgebiet im Bundesinventar der Landschaften und Naturdenkmäler von nationaler Bedeutung (BLN-Nummer 1307) am Übergang vom schweizerischen Mittelland zu den Voralpen. Das Schutzgebiet liegt am Dreiländereck der Kantone Zug, Zürich und Schwyz. Es umfasst eine gebirgige, waldreiche Naturlandschaft, Flusstäler und zahlreiche Naturschutzgebiete sowie weite Bereiche einer schwach besiedelten Kulturlandschaft, die von wichtigen Verkehrswegen durchquert wird. In diesem Raum südlich des Zürichsees kommen viele gut ausgeprägte glaziale Landschaftsformen vor.

Flugaufnahme mit Blick auf Ägerisee (rechts) und Höhronen (Bildmitte). Aufnahme Walter Mittelholzer 1926 (Bildarchiv der ETH-Bibliothek)

## Geografie

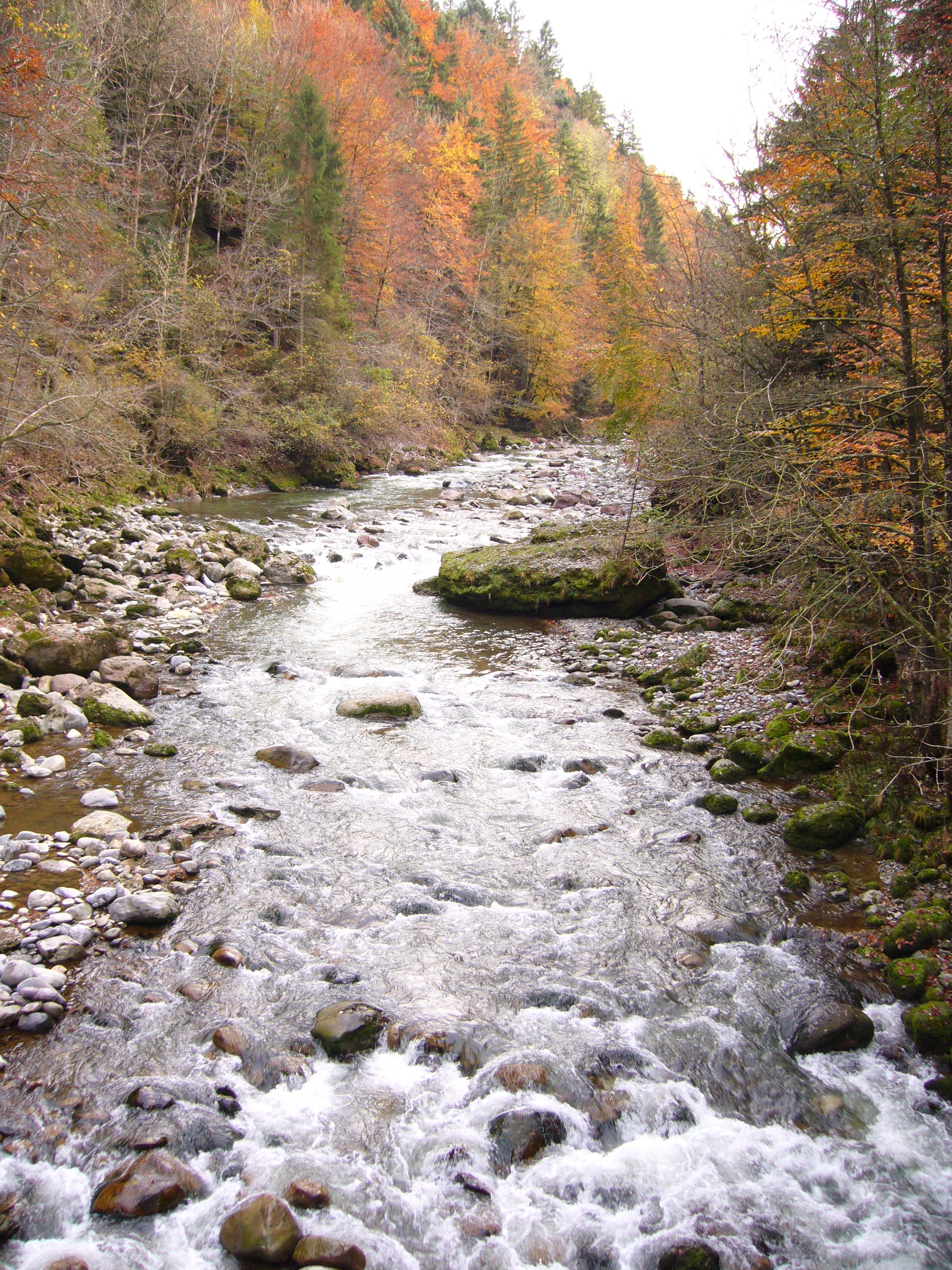
Der «Sihlsprung», eine Stromschnelle der Sihl

Zur BLN-Landschaft 1307, deren Fläche im Inventar mit 10,808 Quadratkilometern festgelegt ist, gehören Abschnitte der Zürcher Gemeinden Hausen am Albis, Hirzel, Horgen, Oberrieden, Richterswil, Thalwil und Wädenswil, der Zuger Gemeinden Baar, Menzingen, Neuheim, Oberägeri und Unterägeri sowie der Schwyzer Gemeinden Einsiedeln, Feusisberg und Wollerau.
Die im Landschaftstitel aufgeführten geografischen Elemente nehmen Bezug auf die drei grossen Naturräume des BLN-Gebiets. An der Lorze, die als Hauptfluss des Kantons Zug ein Gebiet am Ägerisee entwässert, und der Sihl, welche die Kantone Schwyz, Zug und Zürich durchquert, erstreckt sich der grössere nordwestliche Teil des Raumes; südöstlich davon erhebt sich die Bergkette des Höhronen mit dem Raten, und östlich davon schliesst das Areal des Hochmoors Schwantenau an, das auf einer Hochebene zwischen der Sihl, der Alp und dem Sihlsee liegt. Im 116 Hektaren grossen Feuchtgebiet Schwantenau liegt das drittgrösste Hochmoorbiotop der Schweiz, das im Bundesinventar der Hoch- und Übergangsmoore von nationaler Bedeutung aufgeführt ist.
Der Gipfel des Höhronen bildet mit 1229 m ü. M. den höchsten Punkt des Gebiets. Die zehn Kilometer lange Bergkette ist im Süden von der Hochebene an der Biber und im Norden vom Tal der Sihl begrenzt. Die steilen, bewaldeten Bergflanken werden von zahlreichen Quellbächen entwässert, von denen der Ijenbach im Süden der längste ist. Auf dem Bergrücken befindet sich im Gebiet des Wildspitz am Punkt, wo die Kantonsgrenzen aufeinandertreffen, der «Dreiländerstein», der in einer historischen Quelle von 1810 als «Drei Orten stein» erwähnt wird.
Im Einzelnen gehören zur vielfältigen BLN-Landschaft auch der Zimmerberg (mit Horgenberg, Ostseite des Waldreservats im Wildnispark Sihlwald und dem Gebiet am Hirzel mit dem Chrutzelenmoos) im Kanton Zürich, das Hochplateau von Menzingen und der Bergstock der Baarburg im Kanton Zug und der Sihlsprung an der Kantonsgrenze.

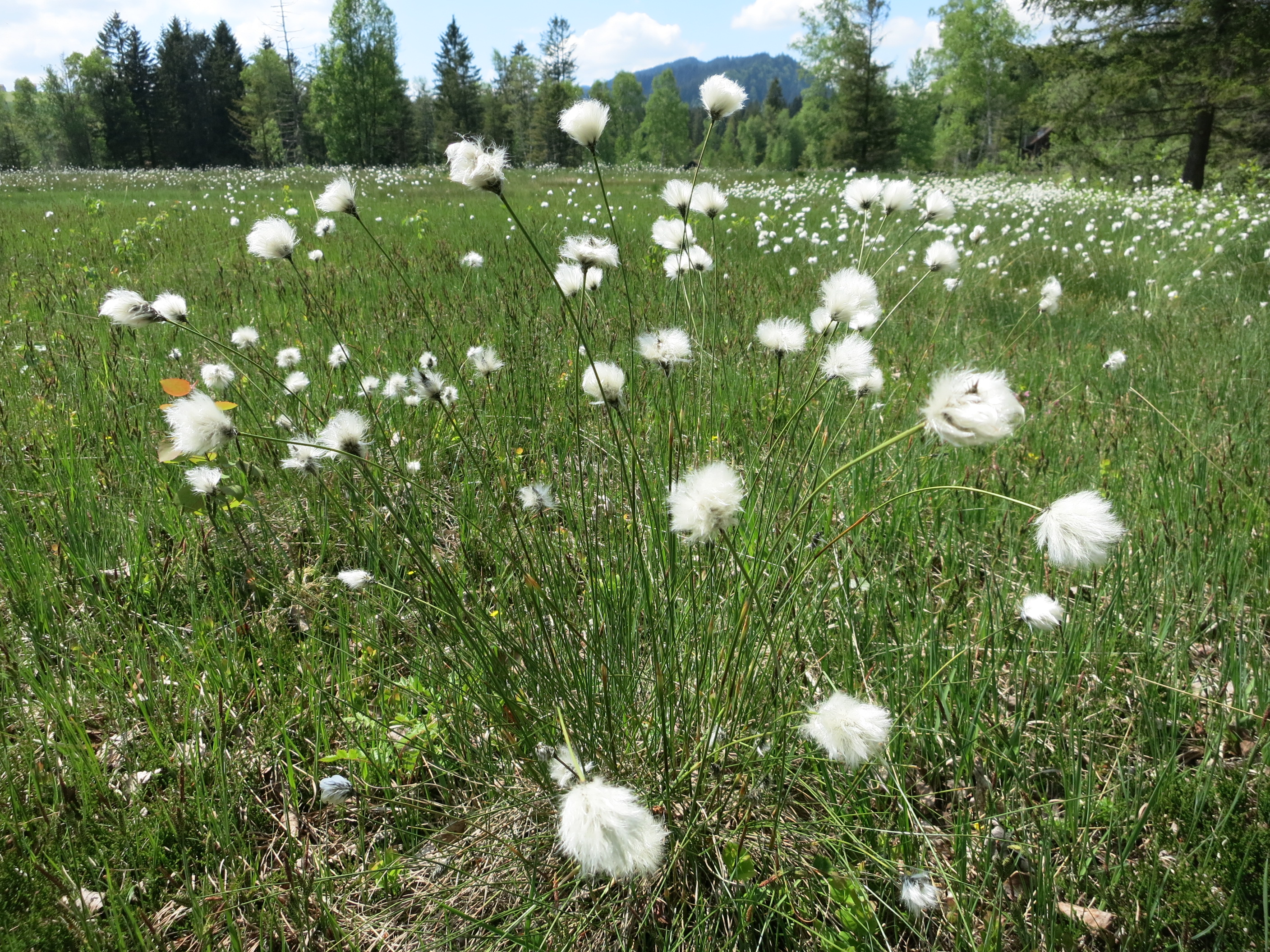
Moorlandschaft Schwantenau

An das BLN-Gebiet 1307 schliessen im Süden unmittelbar das BLN-Objekt «Moorlandschaft zwischen Rothenthurm und Biberbrugg» (BLN-Objekt 1208) und im Norden das BLN-Objekt 1306 «Albiskette – Reppischtal» an.

## Geologie
Der Untergrund des Landschaftsraumes ist von Molassesandstein und Nagelfluhschichten aufgebaut. Darüber liegen quartäre Ablagerungen aus Moränen und Flusssedimenten, die in einigen Gebieten eine grosse Mächtigkeit haben. Im Hirzelgebiet haben Mittelmoränen des Linthgletschers die Landschaft geprägt.

## Glaziallandschaft
Als «Glaziallandschaft» gelten Gebiete, deren Bodenstruktur und Oberfläche wesentlich durch fluvioglaziale Entwicklungen während des Eiszeitalters geschaffen wurden. Grosse ehemalige Gletscher, die in diesem Fall aus den Alpen mehrmals bis in das heutige Schweizer Mittelland vorstiessen, überformten durch ihre Erosionskraft ältere Mulden und Flusstäler und die niedrigeren, vom Eis zeitweise überlagerten Hügel. Die an den Gletscherrändern abgelagerten Sedimente bildeten neue Landschaftsformen und als Folge dieser Erscheinungen entstand ein verändertes Gewässernetz.
Im Bereich der BLN-Landschaft an Lorze und Sihl trafen sich der aus dem Gotthard- und Vierwaldstätterseegebiet kommende Reussgletscher und der von Osten aus dem Raum des heutigen Zürichsees fliessende Rhein-Linthgletscher, und dazwischen lag noch der kurze Sihlgletscher.

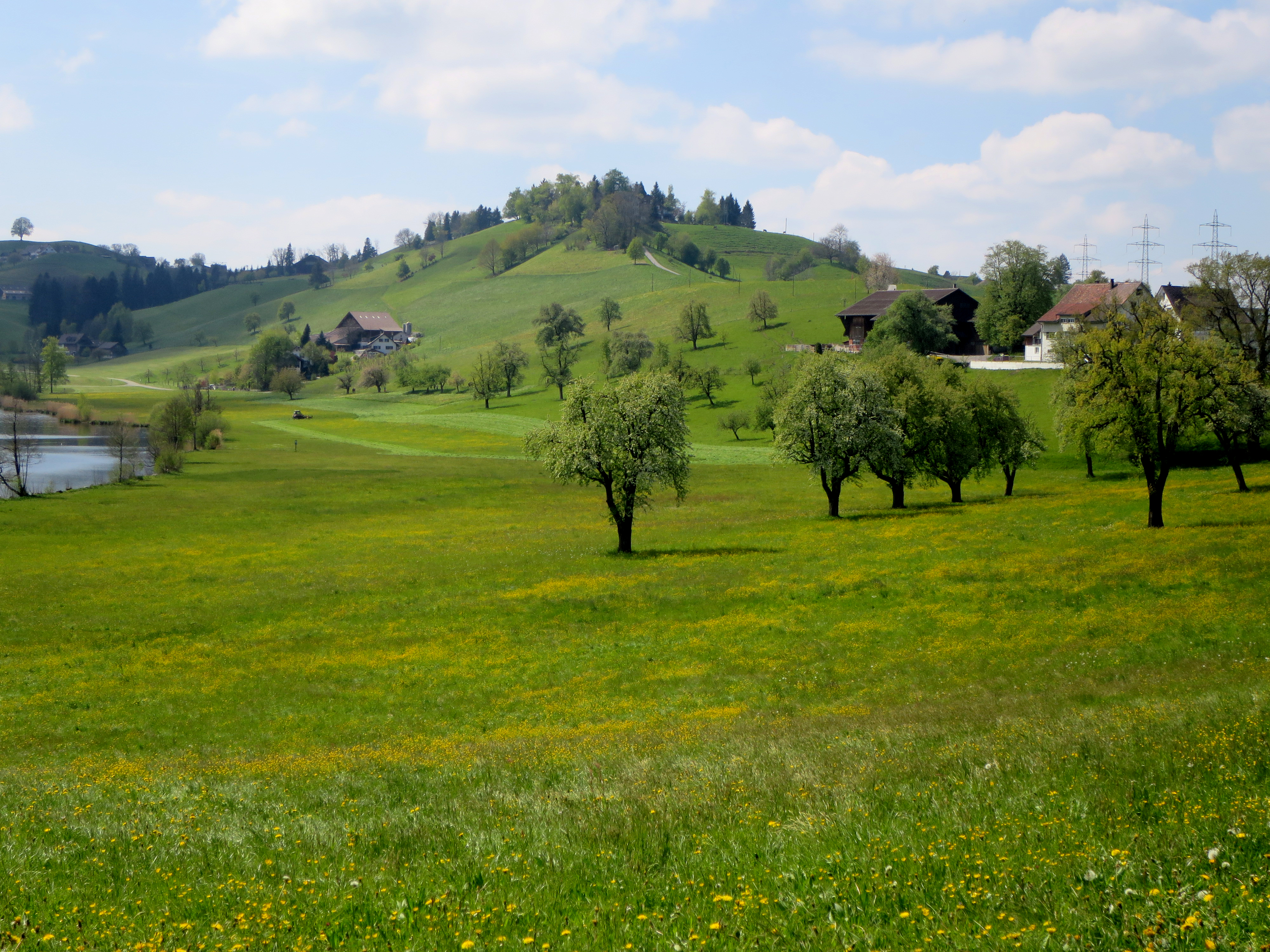
Moränenhügel Laubegg

Bei verschiedenen Gletscherständen lagerten die Eisströme grosse Mengen Moränenschutt vor den Gletscherzungen und als Seitenmoränen ab. Ein solcher Moränenhügel ist die Laubegg bei Hütten. Aus einigen Mittelmoränen oder solchen Moränenhügeln, die vom Eis später wieder zugedeckt wurden, entstanden markante Drumlins. Die Hügelreihe Hirzel-Höhi-Chapf ist aus Material einer Mittelmoräne des Linthgletschers entstanden. Einige Zonen sind von Grundmoräne bedeckt. Zur Hauptsache stammen die glazialen Landschaftsformen an Lorze und Sihl von der ersten Rückschmelzphase des Linth-Gletschers.
Seitenmoränen veränderten den Verlauf von Fliessgewässern, wofür die Sihl ein eindrückliches Beispiel liefert, die bei Schindellegi nicht mehr in den nahen Zürichsee hinunterfliessen und auch dem früheren Verlauf von Sihlbrugg zum Zugersee wegen der Aufschotterung nicht mehr folgen kann. Sie findet ihren Weg auf der Aussenseite der südlichen Gletschermoräne durch das Sihltal bis nach Zürich, wo sie nach einem fast 40 Kilometer langen neuen Weg in die Limmat mündet.
Die offizielle Darstellung des BLN-Gebiets beschreibt dieses als «einzigartige Glaziallandschaft mit ausgeprägtem Formenschatz, zahlreichen langgezogenen Moränenrücken, Tälern und Senken sowie runden Moränenhügeln», weist auf die «voralpine Flusslandschaft von ursprünglicher Schönheit mit deutlich ablesbarer fluvioglazialer Entstehungsgeschichte der Täler von Sihl und Lorze» hin und nennt besonders auch den «langgezogenen, fast durchgehend bewaldeten, in weiten Teilen abgeschiedenen und unberührten Höhronen» und die «intakten Moorlandschaften mit einer Vielfalt an Moorbiotopen».
Die Gegend Winzenbach–Winzwilen–Brettigen–Wilen–Schwand–Schwelli–Ölegg–Hof (gemäss der BLN-Umschreibung) nordöstlich von Menzingen stellt ein einmaliges von Moränen und Drumlins geprägtes Geotop dar.

Hüttnersee. Aufnahme Leo Wehrli 1945 (Bildarchiv der ETH-Bibliothek)

In Senken zwischen den Moränenwällen und in ehemaligen Toteislöchern entstanden kleine Seen, von denen der Hüttnersee bei Samstagern und der Wilersee bei Menzingen die bedeutendsten sind. In vielen Mulden verlandeten die kleinen Gewässer, Seeablagerungen und Flusssedimente bildeten Ebenen und in Feuchtgebieten entstanden Moore, die heute mehrheitlich Naturschutzgebiete sind und teilweise eine wichtige Rolle als Amphibienlaichgebiete spielen.

Wasserfall des Mülibachs bei Finstersee

## Flora und Fauna
Das ausgedehnte Landschaftsschutzgebiet mit zahlreichen topographisch unterschiedlichen Bereichen umfasst eine Vielzahl von Lebensräumen und Biotopen, in welchen neben weit verbreiteten Arten auch einige seltene Pflanzen und Tiere vorkommen. In der Sihlschlucht und im Lorzetobel hat sich ein Auenwald entwickelt, der unter anderem Flächen mit dem seltenen Ulmen-Eschenhartholzwald enthält. Auf einigen trockenen Berghängen auf Mergel gedeiht der Orchideen-Föhrenwald. Bei Menzingen sind Trockenwiesen- und weiden von nationaler Bedeutung vorhanden. Einige früher beweidete Magerwiesen am Höhronen wurden im 20. Jahrhundert aufgegeben und sind von Wald überwachsen.
Ein typisches Element der Drumlinlandschaft sind die einzeln auf den Hügeln stehenden Linden.
Die Moore in der Moränenlandschaft bei Menzingen, im Gebiet am Ratenpass und im Osten der BLN-Landschaft, auf denen stellenweise der seltene Föhren-Birken-Bruchwald vorkommt, sind Refugien für bedrohte Tierarten wie den Skabiosen-Scheckenfalter und den Kleinen Moorbläuling. Das Hinterbergried bei Schönenberg ist ein Flachmoor von nationaler Bedeutung. Auf den Flachmooren in der Schwantenau sind grosse Flächen von Kleinseggenried, Hochstaudenried und Pfeifengraswiesen vorhanden. Ein seltenes Hochmoor ist im Gebiet Abschwändi auf dem Gottschalkenberg erhalten, wo auch verschiedene subalpine Pflanzen wachsen. In diesem Gebiet wurde der ursprünglich vorhandene Föhrenwald gerodet und Torf abgebaut. In den Moorgebieten sind Schwarz-Erlen und Birken weit verbreitet.
In den Moränengebieten bei Neuheim und Menzingen, wo viel Kies abgebaut wird, sind auf nicht mehr bewirtschafteten, teilweise geschützten Flächen Biotope von Pionierpflanzen und neue Amphibienlaichgebiete entstanden. Im Flusstal «Dreiwässeren» östlich von Schindellegi, wo die Alp in die Sihl mündet, ist die 18 Hektaren grosse Auenlandschaft zu Beginn des 21. Jahrhunderts als national bedeutendes Amphibienlaichgebiet aufgewertet worden.

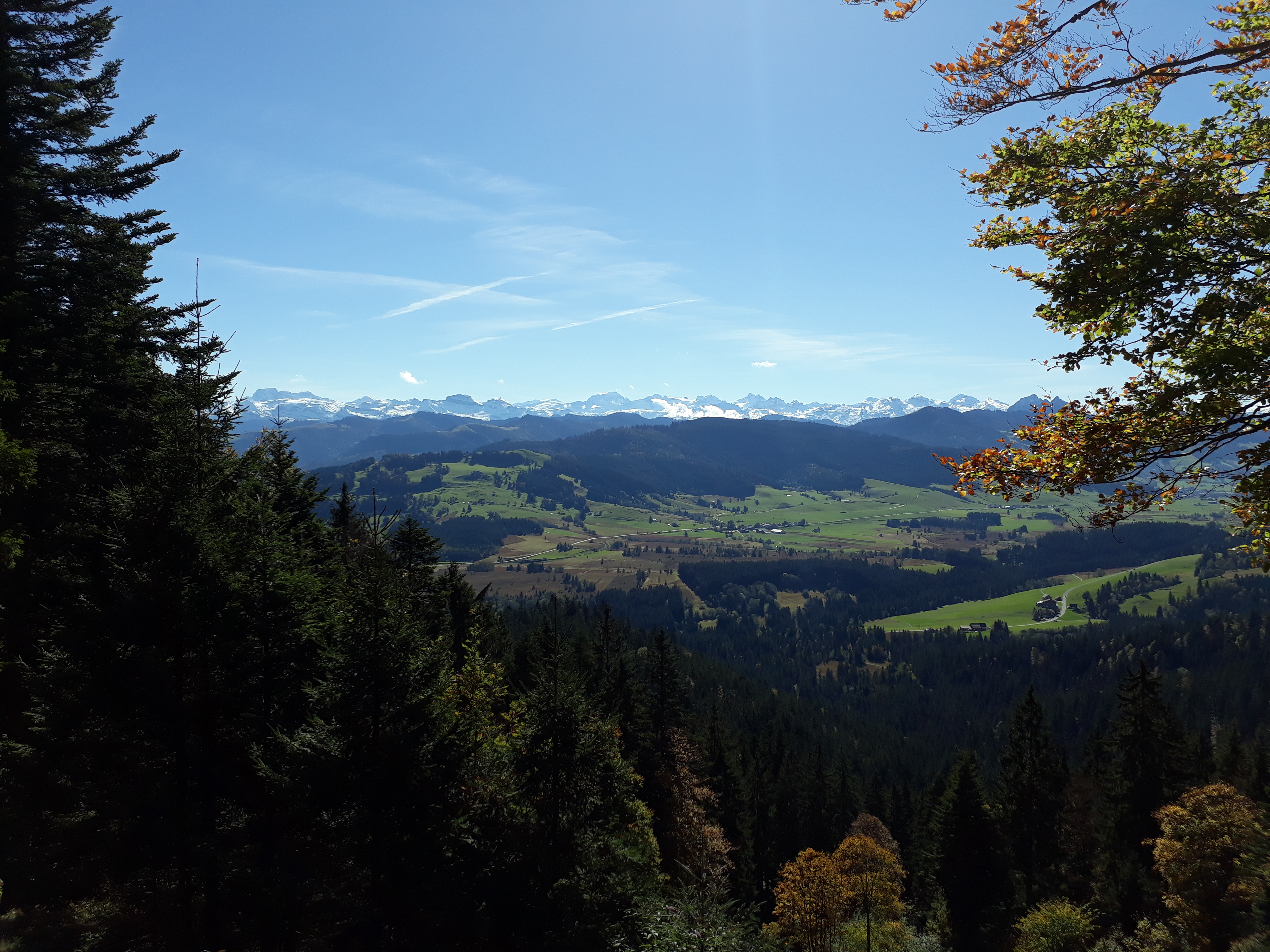
Waldgebiet am Höhronen

Die Bergkette des Höhronen ist von grossen Waldflächen bedeckt. Die voralpinen Nadelwälder werden seit dem Mittelalter als Lieferant von Bauholz genutzt. Ein bedeutender Bestand im westlichen Teil zwischen Oberägeri und Menzingen ist ein Staatswald des Kantons Zug, der vom Staatsforstbetrieb bewirtschaftet wird. Der Kanton Zug stellt den Wald zudem der Eidgenössischen Technischen Hochschule Zürich (ETH) und der Eidgenössischen Forschungsanstalt für Wald, Schnee und Landschaft (WSL) für Forschungsprojekte und Bildungsarbeit zur Verfügung. Im Waldnaturschutzgebiet Gutschwald kommt das Auerhuhn vor, eine bedrohte Art, die in der Schweiz in die Rote Liste gefährdeter Arten aufgenommen worden ist. Der bewaldete Nordhang des Höhronen ist der am höchsten gelegene Bereich des Forstkreises 1 des Kantons Zürich. An der sehr niederschlagsreichen Nordflanke des Bergzuges sind in den Weisstannen-Rottannen-Mischwäldern Farne und Schluchtwald- und Hochstaudenpflanzen weit verbreitet. Dazu gehören der Graue Alpendost, der Alpen-Milchlattich, die Berg-Goldnessel, der Gelbe Eisenhut und die Ausdauernde Mondviole.
Durch einige Bereiche des BLN-Gebiets mit einer offenen Kulturlandschaft führen mehrere überregional bedeutende Wildtierkorridore, die der Grosswildfauna die Wanderung zwischen den grösseren Waldgebieten ermöglichen. Zu den Routen, mit denen die grösseren Naturräume am Rand der Voralpen vernetzt sind, gehören das Sihltobel zwischen Menzingen und Schönenberg, das Gebiet nördlich von Neuheim und der Höhenzug des Etzels. Die Wildtierpassage über die Hauptstrasse 8 im Chaltenboden bei Schindellegi ist für die Wanderung der Fauna wichtig.

## Kulturlandschaft und Infrastruktur
Die offene, reich gegliederte Hügellandschaft nordwestlich des Höhronen weist nach intensiver Rodungstätigkeit in historischer Zeit nur noch wenig Wald auf. Viele kleine Dörfer und Weiler und einzelne grössere Ortschaften liegen in den Bereichen der teilweise intensiv genutzten Kulturlandschaft.

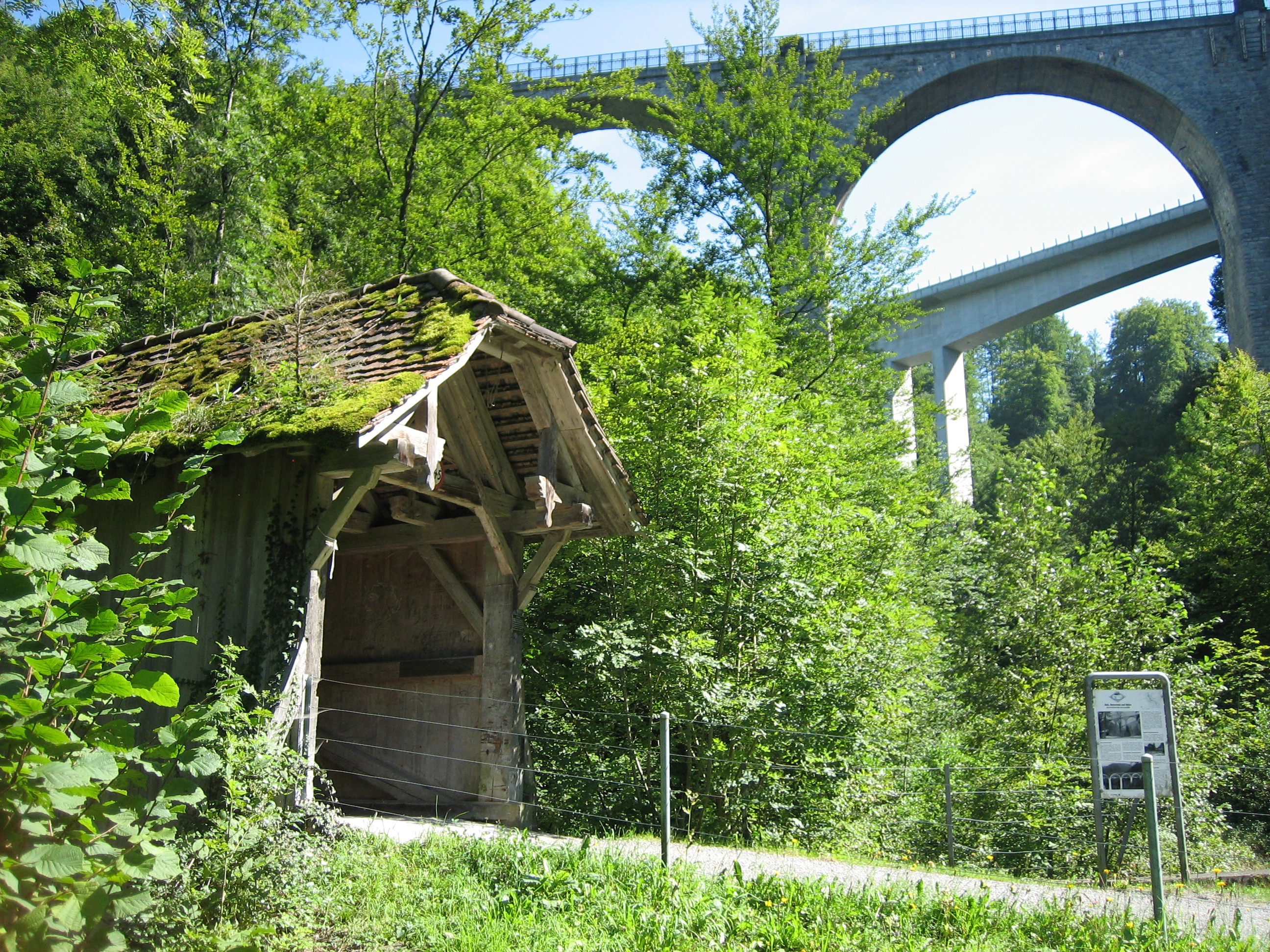
Drei Brücken im Lorzentobel

Ein historisch gewachsenes Strassen- und Wegenetz durchzieht das Gebiet und überwindet die bedeutenden Verkehrshindernisse der grossen Flusstäler mit teils spektakulären Kunstbauten wie bei den drei Lorzentobelbrücken, die auf der Route der Hauptstrasse 381 von Zug nach Sattel im Kanton Schwyz liegen. Die Verkehrsknotenpunkte Sihlbrugg und Biberbrugg sind wichtige Stellen im schweizerischen Verkehrsnetz. Zwischen Biberbrugg und Schindellegi durchqueren die Hauptstrasse 8 und das Trassee der Südostbahn die BLN-Landschaft, und in Sihlbrugg an der Grenze zwischen den Kantonen Zürich und Zug treffen die Hauptstrasse 4 und die Strasse über den Hirzelpass sowie mehrere Nebenstrassen aufeinander. Im Westabschnitt der Höronenkette überqueren Bergstrassen die Pässe Gottschalkenberg und Raten, die als Aussichtspunkte bekannt sind.
Über den Raten verläuft die alte Pilgerroute von Zug nach Einsiedeln. Ein Netz von Wanderwegen erschliesst alle Teile des BLN-Gebiets; neben der Ratenroute, die so wie auch der Pilwerweg über den Etzel einen Abschnitt des «Alpenpanorama-Fernwanderwegs» (SchweizMobil-Route 3) bildet, führen noch weitere bedeutende Wanderrouten durch die Landschaft, so der «Zürichsee-Rundweg» und der «Mülitobel-Sihl-Weg».
Seit dem Mittelalter hat man die Gewässer, die im Hügelgebiet ein beträchtliches Gefälle aufweisen, für Mühlen, Gewerbebetriebe und seit dem 19. Jahrhundert auch für Wasserkraftwerke genutzt. Der Teufenbachweiher ist ein künstlich geschaffenes Staubecken, das zum Kraftwerk Waldhalde gehört und mit Wasser aus der Sihl gefüllt wird.
In verschiedenen Mooren und besonders im Gebiet Schwantenau hat der Abbau von Torf seit dem 18. Jahrhundert die Naturlandschaft stark verändert. Aus der Moränenzone von Menzingen wird Kies in grossem Umfang gewonnen. Einige ehemalige Abbaugebiete haben sich zu neuen Biotopen und Amphibienlaichgebieten entwickelt.

## Schutzziele
Gemäss dem Zweck des Bundesinventars der Landschaften und Naturdenkmäler von nationaler Bedeutung sind für das BLN-Gebiet 1307 mehrere Schutzziele definiert worden:
- Erhaltung der Moränenlandschaft mit ihrem reichen Formenschatz
- Erhaltung der natürlichen Dynamik der Flusslandschaften von Lorze und Sihl sowie die Urtümlichkeit der nicht erschlossenen Flussabschnitte
- Erhaltung der Tropfsteinhöhlen und Quelltuffkomplexe in den Höllgrotten
- Erhaltung der weitgehend intakten Silhouette des Höhronen mit den zusammenhängenden, teilweise abgeschiedenen und ungestörten Waldgebieten
- Erhaltung der Hoch- und Flachmoore sowie der Trockenbiotope in ihrer Qualität, Vernetzung sowie ökologischen Funktion und mit ihren charakteristischen Pflanzen- und Tierarten
- Förderung der standortangepassten landwirtschaftlichen Nutzung
- Erhaltung der Kulturlandschaft mit ihrer charakteristischen Siedlungsstruktur, den landschaftsprägenden und kulturhistorisch bedeutenden Elementen, namentlich auch den historischen Brücken im Lorzentobel